# Éliane Montel
Éliane Montel (n. 8 octombrie 1898, Marsilia, Franța – d. 24 ianuarie 1993, Paris, Île-de-France, Franța) a fost o chimistă și fiziciană franceză.

## Biografie

### Familie
Éliane Montel s-a născut la 9 octombrie 1898 la Marseille. Ea și-a petrecut copilăria între Marseille și Montpellier.
Din legătura ei cu Paul Langevin s-a născut Paul-Gilbert Langevin, la 5 iulie 1933, la Boulogne-Billancourt.

### Formație
Elevă a École normale supérieure de jeunes filles (Școlii normale superioare de fete din Sèvres) la secția științe, ea obține mai întâi, în 1919, certificatul de aptitudine pentru învățământul secundar pentru fete, apoi calificarea pentru fete în științe, în 1923.

### Carieră profesională
Éliane Montel intră în 1926, cu recomandările fizicianului Paul Langevin, la laboratorul Curie al Institut du Radium (Institul Radiului) ca «ajutor-benevol», apoi, anul următor, ca «lucrător liber»,. Ea publică atunci articolul Sur la pénétration du polonium dans le plomb (Asupra penetrării poloniului în plumb) în Journal de physique.
Continuându-și cercetările la laborator, ocupă în paralel un post de profesoară în învățământul secundar (în Franța, gimnaziu și liceu) în timpul anului școlar 1929-1930. În 1930, Éliane Montel cere Mariei Curie să îi obțină o bursă Rothschild pentru anul școlar 1930-1931, ceea ce obține. Totuși, ea trebuie să-și înceteze cercetările pentru a se ocupa de mama ei și nu poate termina anul școlar.
Pentru anul școlar 1931-1932, obține un post de atașată de cercetări la École supérieure de physique et de chimie industrielles de la ville de Paris (Școala municipală de fizică și de chimie industriale a orașului Paris), în laboratorul lui Paul Langevin. Éliane Montel va rămâne pe lângă acesta până la moartea lui, în 1946. Ea l-a vizitat în mod regulat în perioada exilului lui la Troyes, în timpul celui de-al Doilea Război Mondial.
Lucrând apoi în laboratorul lui Frédéric Joliot, la Collège de France, ea îndeplinește rolul de intermediar științific, politic și amical între Paul Langevin și fostul său elev Frédéric Joliot.
După decesul lui Paul Langevin, în 1946, ea își continuă cercetările în același laborator, sub direcția lui René Lucas și lucrează asupra măsurărilor de mobilități ale ionilor gazoși. În paralel, principalul său subiect va fi terminarea și organizarea publicării ultimei lucrări a lui Paul Langevin, realizate în timpul Celui De-al Doilea Război Mondial, pe când el era în rezidență supravegheată : « L'appareil devait, en donnant le "spectre" des mobilités, permettre d'étudier la nature des ions et de suivre leur formation et leur évolution »./ ”Aparatul trebuia, dând ”spectrul mobilităților”, să permită studierea naturii ionilor și urmărirea formării și evoluției lor.”
După aceea, predă fizica și chimia în licee din regiunea pariziană, la Fontainebleau, până la ieșirea la pensie în anii șaizeci.
În 1967, Éliane Montel participă la dineul foștilor lucrători ai laboratorului Curie, dat în onoarea celei de-a o sută aniversări a Mariei Curie.
În 1972 susține în mod activ comemorările centenarului nașterii lui Paul Langevin, publicând texte în memoria acestuia în diverse reviste și scriind un text ceva mai personal pentru revista Scientia, Langevin et le rationalisme, le savant hors de la tour d'ivoire/ Langevin și raționalismul, savantul în afara turnului de fildeș. Ea reia și îmbunătățește niște texte pe care le scrisese deja cu privire la dânsul în anii treizeci, în particular în ziarul La Technique moderne.
În anii șaptezeci și optzeci, leagă prietenie cu istoricul Jean-Paul Roux, ale cărui cursuri le urmează la École du Louvre (Școala Luvrului), și se interesează în mod activ de mai multe subiecte conexe la istoria religiilor, artă și arheologie, Extremul-Orient, Egipt, Grecia, Turcia, Islam, Iudaism. La o vârstă deja avansată, efectuează cu acesta din urmă niște călătorii în țările orientale, mai ales în Siria.  
Moare la Paris în 1992.

## Publicații
- Sur la pénétration du polonium dans le plomb/Asupra penetrării poloniului în plumb, Journal de physique et du radium, t. 10, 1929.
- Paul Langevin, les grands maîtres de la science/Paul Langevin, marii maeștri ai științei, în revista La Technique moderne, t. 27, 1935.
- Sur la mobilité et la diffusion des ions/Asupra mobilității și difuzării ionilor, în Comptes rendus des séances de l'Académie des sciences[14], 1939.
- Sur une nouvelle méthode de mesure des mobilités d'ions dans les gaz/Asupra unei noi metode de măsurare a mobilităților ionilor în gaze, studiu prezentat de Maurice de Broglie la Academia de Științe franceză[15].
- Action des rayons β de 204Tl et de 90Sr sur les films photographiques ordinaires/  Acțiunea razelor β ale 204Tl și ale 90Sr asupra filmelor fotografice obișnuite, în Comptes-rendus hebdomadaires des séances de l'Académie des Sciences 1946, p. 800, în colaborare cu Ouang Te Tchao[14], studiu prezentat de Jean Cabannes citește online (fr.).
- Sur l'analyseur de Paul Langevin pour l'étude des  mobilité des ions gazeux/ Asupra analizatorului lui Paul Langevin pentru studiul mobilităților ionilor gazoși, în colaborare cu Ouang Te Tchao, studiu prezentat de Frédéric Joliot[14], Journal de physique et du radium, t. 10, 1949, citește online (fr.).
- Sur un électromètre monofilaire de grande sensibilité/Asupra unui electrometru monofilar de mare sensibilitate, în colaborare cu Ouang Te Tchao și P. Pannetier[14], Journal de physique et du radium, t.14, 1953.
- Sur la mobilité des ions dans l'air/Asupra mobilității ionilor în aer, cu Ouang Te Tchao[14], Journal de physique et du radium, t. 15, 1954.
- Hommage à Paul Langevin/Omagiu lui Paul Langevin, cu René Lucas, 1972.
- Langevin et le rationalisme, le savant hors de la tour d'ivoire/ Langevin și raționalismul, savantul în afara turnului de fildeș, Scientia, 1973.